# 李虎
李虎（？—551年6月或554年10月），字文彬，西魏時赐鮮卑姓大野氏，北魏、西魏官员，「西魏八大柱國」之一，官至太尉（存疑）、左仆射，為唐高祖李淵的祖父。

## 生平
李虎在关于西魏、北周的史書没有传記，《北史》、《周書》等正史類列传没有记載。西魏北周时期正史是唐朝編纂，李虎在唐代是追尊皇帝，没有列入臣下所在的列传。如同《三国志》没有晋朝皇帝先祖司馬懿的列传一样。但是，关于唐代的史书《旧唐書》、《新唐書》，也没有像《晋書》把司馬懿作为司馬氏先祖记入本紀。李虎相关史料，在《册府元龟》、《資治通鑑》、《西魏書》等後代史書中。
529年，北海王元顥在南梁支援下，攻下洛陽。爾朱兆、賀拔勝击败元颢，李虎这时是贺拔胜的弟弟賀拔岳属下，因为討伐万俟醜奴有功，加官寧朔将軍、屯騎校尉、東雍州刺史、衛将軍（武衛将軍或左右衛将軍）。成为了賀拔岳的心腹。534年賀拔岳被暗殺。李虎作為贺拔岳舊部。官至左厢大都督，贺拔岳遇害後，諸將谋议拥戴宇文泰，李虎不同意而“奔荆州”，投靠贺拔胜，後又歸宇文泰。永熙三年（534年），征讨灵州（宁夏灵武县北）刺史曹泥之亂，又“从文帝破高欢於沙苑，斩级居多”。
537年，跟随宇文泰参与和東魏高欢之間进行的沙苑之战，538年回到長安，东魏的俘虏趙青雀作乱据長安，李虎和太尉王盟、僕射周惠达辅佐皇太子元钦屯守渭北。李虎镇压各地叛乱、防衛異族有功，任開府儀同三司、封隴西郡公。548年，李虎任右軍大都督、少師。《册府元龟》、《西魏書》记载他当時任太尉、柱国大将軍。当時，西魏柱国大将軍有八名，称「八柱国」。《周書》记载李虎仅次于宇文泰为第二位，《通典》卷34·职官16·勋官条，记载他次于宇文泰、元欣为第3位，《資治通鑑》记载他次于宇文泰、元欣、李弼为第4位。548年宇文泰主導以《周礼》为基础的官制改革。
西魏大统十六年（550年），被封為“八大柱國”之一，為陇西郡公，同期還有宇文泰、太保李弼、大司马独孤信等人。大统十七年（551年）逝世。《西魏書》称李虎死于554年，《唐六典》卷4·尚書礼部·祠部郎中·道观条注，记载李虎於九月十八日去世。死後追谥襄公。
一生历仕北魏、西魏二朝。西魏賜姓大野氏（554年），北周追諡唐襄公（564年九月）。《魏书》、《周书》以及《北史》均無傳。
李虎的孙子李淵登基後，追尊李虎皇帝，廟號太祖，諡號景皇帝，陵墓称永康陵。

## 考古資料
1825年（清道光5年），在甘肅省清水縣出土李虎墓誌銘，並發現李虎墓。据墓志所载，此李虎为魏陇西行台李爵之孙，周隴東太守李宝之子。
杨希义、刘向阳认为清水李虎即李渊祖父李虎，李爵乃李暠六子李翻的讳字。同时亦承认由此产生颇多牴牾之处。如清水李虎约生于北魏正始三年，此时李宝已卒48年有余，不可能成为父子。凡此种种，条件所限不能深入考订。但作者仍强调清水《李虎墓志》撰写于隋大业二年，较之唐朝谱牒更为可信。
诸多学者不认同此说法，岳维宗认为二者籍贯不同、先辈不同、官衔不同、卒年葬地不同、唐公李虎为西魏北周佐命功臣反而《墓志》只字不提；汪受宽也提出二者姓氏由来说法不同、本人字号与父祖姓名不同、历官封爵不同、逝年葬地不同。李阿能、穆兴平认为清水李虎为陇西旁支，充其量仅为地方高官，非西魏八大柱国之一的李虎。

## 家族出身考證
据传统史料所载，唐朝皇室出自隴西李氏，為李暠第二子李歆的后裔，唐初武德九年太史令傅奕上疏抬道抑佛，和尚法琳作《破邪论》《辨证论》反对傅奕，佛道论争愈演愈烈。根據法琳的看法，唐朝皇室非老子李耳后裔，并非出自隴西李氏，而是拓跋氏后裔，后法琳为唐太宗流放益州而死。宋代朱熹與鄭思肖以李唐閨門失禮家法繆戾，有李唐源自夷狄的說法。
陳寅恪依据唐祖陵在今河北省境，認為李唐出身赵郡李氏，原为汉族寒门。因宇文泰关中本位政策“以关内诸州为其本望”，所以改赵郡郡望为陇西郡望。实际上不是赵郡李氏破落户，就是广阿庶姓李氏的假冒牌。姚薇元认同此观点，并认为近人对于李唐氏族出于异族的举证虽不无可疑，但终究缺乏实证。
朱希祖经考据认为李熙与李买得不是同一个人，李熙曾作为强宗子弟镇戍武川，后卒于武川。其子李天锡为避六镇兵乱，携父遺骨南迁于赵郡广阿，因以为家，不久亦卒。其子李虎将父祖合葬，即所谓唐祖陵。李氏并非出身赵郡李氏，而确系为隴西李氏。
馮承鈞於《唐代華化蕃胡考》中，因為其祖父李虎的兄弟名為起頭與乞豆，非為漢族姓名，懷疑李淵家族有可能出身胡人。日本學者金井之忠主張李淵家族出身胡人，提出可能出身高車叱李氏的假說，但遭陳寅恪驳斥。劉盼遂與王桐齡考據認為李淵家族應為拓跋氏後裔。劉盼遂之後取消了自己的观点，但其學說仍引發學界如向達與陳登原等人的討論。美國學者陳三平與卓鴻澤皆認為李虎家族應出身於阿爾泰系的胡人民族，與鮮卑拓跋部關係緊密。日本學者岡田英弘認為，自五胡十六國時期之後，在中國北方，漢族與胡族大量混血，特別是在山西與河北一帶，李虎家族出身在胡漢混血的北族之中。
支持李淵家族可能出身高車的說法，有中華人民共和國蒙古族學者苏日巴达拉哈以及台湾學者劉學銚、常華安。

## 家族

### 父母
- 李天錫
- 賈氏

### 夫人
- 梁氏，后追封为景烈皇后
- 叱罗氏，陇西公夫人。20世纪60年代末，三原县陵前公社肖家村东隅北朝叱罗氏墓出土，墓志1合，长宽各1.28米，盖篆“柱国陇西公夫人墓志”3行9字，志文楷书350字，横竖各十余行，墓志2007年时藏于三原县博物馆[35][36]

### 子女
- 李延伯 长子，唐高祖李渊继位，建立唐朝后追封南阳公，无子
- 李真 追封谯王，无子
- 李昞 世祖元皇帝，李渊之父
- 李璋 追封毕王，李孝基之父，李道宗的祖父
- 李绘 追封雍王，李道玄的祖父
- 李祎 追封郇王，李叔良之父
- 李蔚 追封蔡烈王，李琛、李孝恭、李瑊、李瓌、李瑗的祖父
- 李亮 追封郑孝王，李神通、李神符之父
- 李妃，周武帝宇文邕妃嫔[37]
- 信都郡大长公主，嫁北周骠骑将军、鄜城郡太守、河北庄公张暠
- 李氏，嫁北周骠骑大将军、宜州刺史、都昌县子陆亮，封上庸郡君

## 逸事
今日中文「馬桶」一詞的由來和李虎也有一段關係。中國古代夜壺做成虎狀以厭勝，稱為「虎子」。唐代避李虎諱，更名為「馬子」，馬子再改名「馬桶」，延續至今。